# Exposició Surrealista Internacional
L'Exposició Surrealista Internacional de Londres de 1936, en anglès: London International Surrealist Exhibition va tenir lloc des de l'1 de juny al 4 de juliol de 1936 a les New Burlington Galleries de Londres, Anglaterra.
L'exposició va ser organitzada per:
- Hugh Sykes Davies
- David Gascoyne
- Humphrey Jennings
- Rupert Lee
- Diana Brinton Lee
- Henry Moore
- Paul Nash
- Roland Penrose
- Herbert Read
- E. L. T. Mesens

El comitè organitzador francès estava compost per
- André Breton
- Paul Éluard
- Georges Hugnet
- Man Ray

Aquesta exposició la va inaugurar André Breton en presència d'unes dues mil persones. De mitjana la van visitar unes mil persones cada dia.
Durant l'exposició es van donar una sèrie de conferències:
- 16 de juny — André Breton — Limites non-frontières du Surréalisme.
- 19 de juny — Herbert Read — Art and the Unconscious.
- 16 de junyJune 24 — Paul Éluard — La Poésie surréaliste.
- 24 de juny — Hugh Sykes Davies — Biology and Surrealism.
- 1 de juliol — Salvador Dalí — Fantômes paranoïaques authentiques.

La conferència de Dalí la va donar portant un escafandre de submarinista. Proper a la sufocació, Dalí va ser rescatat pel poeta David Gascoyne, que el va alliberar de l'escafandre amb una clau.